# ماني مالهوترا
ماني مالهوترا هو لاعب هوكي الجليد كندي، ولد في 18 مايو 1980 في ميسيساغا في كندا.

## وصلات خارجية
- ماني مالهوترا على موقع دوري الهوكي الوطني (الإنجليزية)
- ماني مالهوترا على موقع قاعة مشاهير الهوكي (لاعب أن.إتش.أل) (الإنجليزية)
- ماني مالهوترا على موقع الدوري الأمريكي لهوكي الجليد (الإنجليزية)
- ماني مالهوترا على موقع EliteProspects.com (الإنجليزية)
- ماني مالهوترا على موقع Eurohockey.com (الإنجليزية)
- ماني مالهوترا على موقع HockeyDB.com (الإنجليزية)
- ماني مالهوترا على موقع Hockey-Reference.com (الإنجليزية)